# Verlagssoftware
Verlagssoftware ist der Sammelbegriff für Branchensoftware, die exklusiv auf das Geschäft von Verlagen abgestimmt ist. 
Die Verlagssoftware, gelegentlich auch Verlagsoftware geschrieben, umfasst Customer-Relationship-Management, kurz CRM (deutsch: Kundenbeziehungsmanagement), und Aspekte des Enterprise-Resource-Planning (ERP, Unternehmensressourcenplanung) auf den Gebieten Buchproduktion- und Vertrieb, Abonnenten-Verwaltung und Anzeigen-Management für Zeitschriften, Tageszeitungen und deren Online-Auftritte. Wegen dieses breiten Anwendungsspektrums gehört Verlagssoftware zu den komplexesten branchenspezifischen Softwareapplikationen überhaupt. 
Redaktionssysteme spielen eine wichtige Sonderrolle: Es gibt aufwändige inhalts-orientierte Systeme  zur Verwaltung redaktionellen Materials wie ein Content-Management-System (kurz CMS) sowie reine Text-Informations- und Bilddatenbanken. Die Autorenverwaltung und Honorarabrechnung sowie das Lizenzmanagement wiederum sind meist in die eher ERP-orientierte Verlagssoftware engeren Sinnes integriert.
Bis heute (Stand: 2014) ist kein Anbieter in der Lage, das gesamte Spektrum der Verlagsoftware abzudecken. Die meisten Software-Hersteller konzentrieren sich auf einen Teilaspekt, wie Anzeigenverwaltung oder Abonnenten-Betreuung, oder sie widmen sich einem Branchenausschnitt, zum Beispiel exklusiv den Zeitungsverlagen, der Buchproduktion oder redaktionsnahen Anwendungen.
Gemäß der Differenzierung nach groben Marktsegmenten und angepasst an unterschiedliche verlegerische Aktivitäten lassen sich vier Hauptgruppen der Verlagssoftware unterscheiden:
- Software für die Produktion und den Vertrieb von Büchern
- Software für Zeitungen
- Software für Magazine
- Redaktionssysteme

jeweils mit entsprechenden Spielarten für Online-Publikationen.
Die Steuerung materieller Produktionsprozesse (wie Fertigung und Druck) wird  – da sie in der Regel nicht im Verlag selbst stattfindet (häufige Ausnahme: Tageszeitungen) – nicht zur Verlagssoftware gerechnet, ebenso wenig allgemeine Software für das Erstellen und Verwalten von Layouts, wohl aber Systeme für den automatischen Umbruch, etwa von Rubrikanzeigen.